# Kapitał edukacyjny
Kapitał edukacyjny – wartość jednostki ludzkiej wyceniana na podstawie udokumentowanych (certyfikowanych) kompetencji edukacyjnych.
Kapitał edukacyjny jest bezpośrednią pochodną pojęcia kapitału ludzkiego. Inwestowanie w edukację jest indywidualnym i społecznym dobrem wartościowym, zwiększającym szansę na karierę w organizacjach i w nowej ekonomii. 
Zgodnie z ideologią kapitału edukacyjnego, sukces jednostki na polu zawodowym zależy od długości pozostania przez nią w systemie edukacyjnym oraz od jakości instytucji edukacyjnych.
Inwestycja w karierę wiąże się nierzadko z dużymi kosztami, ale daje nadzieję na zwrot poniesionych nakładów.
Kapitał edukacyjny jest efektem silnych związków między rodzajem wykształcenia a stratyfikacją zawodową. W czasach, gdy panuje demokratyzacja dostępu do edukacji, pewne dyplomy różnią się bardziej niż inne. Nawet jeśli nowe instytucje edukacyjne zachęcają potencjalnych kandydatów do zdobywania wiedzy w ich murach, to nie są one postrzegane jako zdolne do przyciągnięcia studentów tego samego kalibru jak tradycyjne instytucje elitarne.
Ukończenie określonego uniwersytetu lub szkoły jest uwierzytelnieniem posiadanych kwalifikacji i statusu społecznego. 
W praktyce kapitał edukacyjny nie jest tak prosto skorelowany ze statusem społecznym, zarobkami, pewnością zatrudnienia i perspektywą kontynuacji kariery. Wykształcenie, licencja i certyfikat to elementy kapitału edukacyjnego stanowiące zaledwie polisę ubezpieczeniową, minimalizują ryzyko obsuwania się w statusie społecznym.

## Przeedukowanie
Z punktu widzenia teorii kapitału ludzkiego nie istnieje, jednak z punktu widzenia kapitału edukacyjnego jako zasobu, ze względu na poniesione koszty finansowe, włożone w edukację, przeedukowanie (ang. overeducation) jest przejawem tzw. kapitału ryzyka (ang. risk human capital), gdy zdobyte kwalifikacje nie są wykorzystywane w życiu zawodowym. Certyfikaty wyższego wykształcenia stają się w tej sytuacji ryzykiem inwestycyjnym.